# Purple Rain (film)
Purple Rain is een Amerikaanse romantische muziekfilm uit 1984 geregisseerd door Albert Magnoli en tevens door hem geschreven samen met William Blinn. De Amerikaanse popartiest Prince speelt de hoofdrol in deze semiautobiografische film, die zich afspeelt rond zijn persoon en zijn muzikale talenten. Veel van de cinematografie van de film ligt dichter bij die van de muziekvideo's rond die tijd dan bij die van conventionele films.
De film won een Academy Award voor de beste soundtrack. De soundtrack van dit album is het gelijknamige commercieel succesvolle album Purple Rain van Prince and the Revolution.

## Ontstaan
Het oorspronkelijke idee voor de film werd ontwikkeld door Prince ten tijde van zijn 1999 Tour. De film zou aanvankelijk de titel Dreams krijgen. In eerste instantie zou de film gebaseerd zijn op een veel donkerder en samenhangender scenario, met Prince' toenmalige vriendin Vanity (Denise Matthews) als zijn filmvriendin. Hun relatie liep echter op de klippen en nadat de rol eerst was aangeboden aan Jennifer Beals, ging die naar Apollonia Kotero.

## Kritieken en kassuccessen
Er kwam veel kritiek op het nogal magere verhaal, maar veel lof voor de vele gedreven muzikale momenten van Prince en consorten. De film deed het echter, in navolging van het album en de hitsingles, heel goed.

## Vervolg
Het vervolg, Graffiti Bridge werd uitgebracht in 1990, maar faalde wereldwijd commercieel en volgens vele critici ook artistiek.

## Verhaal
De plot draait in hoofdzaak om de door Prince gespeelde The Kid, die probeert om niet zoals zijn vader te worden, een vergeten en teleurgestelde pianist die The Kids moeder mishandelt. Tevens draait het om zijn pogingen om zijn band The Revolution bij elkaar te houden en om zijn relatie met zijn vriendin. Zijn belangrijkste tegenstander is Morris Day en zijn band The Time.
The Kid, een gedreven muzikant uit Minneapolis, Minnesota met een moeilijke thuissituatie, loopt de zangeres Apollonia tegen het lijf en ze ontwikkelen een niet vlot verlopende relatie. Morris haalt Apollonia over om een sexy meidengroep (Apollonia 6) te beginnen, waar The Kid streng op tegen is. The Revolution en The Time strijden ondertussen om de gunsten van Billy, de eigenaar van de liveclub First Avenue, wat uiteindelijk tot spanningen leidt binnen The Revolution. Nadat The Kids vader heeft geprobeerd zelfmoord te plegen, ontdekt hij de vele verborgen muziek van zijn vader. Dit geeft hem blijkbaar kracht, en nadat hij het nummer Purple Rain heeft opgedragen aan zijn vader en daarna afgesloten met de dansnummers I Would Die 4 U en Baby I'm A Star, komt alles goed. Hij wordt weer verenigd met Apollonia, The Revolution is weer één front en populair geworden, Billy de clubeigenaar ziet het weer zonnig in en zijn vader lijkt weer te gaan opknappen.

## Acteurs
Opvallend genoeg acteerde iedereen, op Prince na, onder haar of zijn eigen (artiesten)naam:
The Revolution:
- Prince (The Kid)
- Wendy Melvoin (Wendy)
- Lisa Coleman (Lisa)
- Bobby Z. (Bobby Z.)
- Matt Fink (Dr. Fink)
- Brown Mark (Brown Mark)

The Time:
- Morris Day (Morris Day)
- Jerome Benton (Jerome)
- Garry Johnson (Jellybean)
- Mark Cardenas (Mark)
- Gerald E. Hubbard Jr. (Gerry)
- Paul Peterson (Paul)
- Jesse Johnson (Jesse)

Apollonia 6:
- Apollonia Kotero (Apollonia)
- Brenda Bennett (Brenda)
- Susan Moonsie (Susan)

en verder:
- Olga Karlatos (moeder)
- Clarence Williams III (vader)
- Billy Sparks (Billy)
- Jill Jones (Jill)
- Charles Huntsberry (Chick)
- Dez Dickerson ( Dez)